# TGV Lyria
Lyria SAS – przewoźnik kolejowy obsługujący połączenia pomiędzy Francją a Szwajcarią, działający pod marką TGV Lyria. Spółka jest własnością SNCF (74% udziałów) i CFF (24%), a jej siedziba mieści się w Paryżu.

## Historia
Początki przedsiębiorstwa sięgają 1993 roku, gdy narodowi przewoźnicy francuski (SNCF) i szwajcarski (CFF) podpisali umowę o współpracy dotyczącej obsługi połączeń Paryż – Lozanna i Paryż – Neuchâtel/Berno, powołując zgrupowanie interesów gospodarczych (groupement d'intérêt economique). W 1999 roku funkcje zgrupowania przejęła nowo powołana spółka Rail France Suisse SAS, a w 2002 roku Lyria SAS. Marka TGV Lyria została utworzona w 2006 roku.

## Połączenia
Lista połączeń według stanu na 2013 rok (pogrubieniem zaznaczone stacje końcowe):
- Paris-Gare de Lyon – Bourg-en-Bresse – Bellegarde – Genève-Cornavin
- Paris-Gare de Lyon – Dijon-Ville – Frasne – Vallorbe – Lausanne
- Paris-Gare de Lyon – Dijon-Ville – Frasne – Pontarlier – Neuchâtel – Bern Hbf – Thun – Spiez – Interlaken West – Interlaken Ost
- Paris-Gare de Lyon – Dijon-Ville – Besançon Franche-Comté TGV – Belfort – Montbéliard TGV – Mulhouse-Ville – Basel SBB – Zürich Hbf
- Nice-Ville – Antibes – Cannes – Saint-Raphaël-Valescure – Toulon – Marseille-Saint-Charles – Aix-en-Provence TGV – Avignon TGV – Valence TGV – Lyon-Part-Dieu – Bellegarde – Genève-Cornavin
- Montpellier-Saint-Roch – Nîmes – Valence TGV – Lyon-Part-Dieu – Bellegarde – Genève-Cornavin
- Lille-Europe – Genève-Cornavin – Aigle – Martigny – Sierre – Visp – Brig

Sezonowo (w okresie zimowym i letnim) funkcjonuje połączenie TGV Lyria des Neiges:
- Paris-Gare de Lyon – Dijon-Ville – Frasne – Vallorbe – Lausanne – Montreux – Aigle – Martigny – Sion – Sierre – Leuk – Visp – Brig